# Henri de Turenne (scénariste)
Pour les articles homonymes, voir Turenne et Henri de Turenne.
Henri de Turenne, né le 19 novembre 1921 à Tours et mort le 23 août 2016 à Saint-Denis,, est un journaliste et scénariste spécialisé dans les feuilletons historiques pour la télévision française, en collaboration notamment avec Jean-Louis Guillaud et Daniel Costelle.

## Biographie
Henri de Turenne est le fils d'Armand de Turenne, un as de l'Armée de l'air française pendant la Première Guerre mondiale. Il grandit en Allemagne et en Algérie.
Il commence à travailler à l'Agence France-Presse, à Berlin, puis à Washington.
À sa mort en août 2016, la Scam (Société civile des auteurs multimédia, qu'il préside de 1983 à 1987 et dont il est l’un des 24 membres fondateurs) indique : « Il avait fait ses armes à l’AFP après la Seconde Guerre mondiale puis à France-Soir. Il avait notamment couvert la guerre de Corée et ses articles pour Le Figaro lui avaient alors valu le prix Albert-Londres en 1951. La télévision balbutiait, il y a rapidement vu le média de l’avenir et s’est concentré dès lors sur le petit écran, contribuant aux mythiques Cinq colonnes à la une et Caméra 3 ».
Il crée, en effet, le concept des grands documentaires historiques basés sur les archives, par exemple, La Seconde Guerre mondiale ou encore Les Grandes Batailles. Il conçoit une série sur la guerre du Vietnam (Vietnam: A Television History), produite avec Channel 4 (Royaume-Uni), WGBH (une chaîne de Boston du réseau PBS) et Antenne2, qui lui vaut un Emmy Award.
Henri de Turenne déclare à propos de son travail : « Pour moi, la télévision, c'était atteindre le plus grand nombre. Mieux informer les gens pour les rendre plus tolérants. On se sentait vraiment une vocation, un peu comme des profs ».
Il était membre du jury du prix Albert-Londres. À son initiative, en 1985, un prix Albert-Londres est créé pour l'audiovisuel, dont le premier est remis à Christophe de Ponfilly.

## Décoration
- Commandeur de l'ordre des Arts et des Lettres (2006)[7]

## Séries documentaires
- Les Grandes Batailles
- Les Grandes Batailles du passé
- C'était hier
- Histoire du Vietnam
- Histoire de l'automobile

## Publications
- Serge Bromberger, Philippe Daudy, Henri de Turenne et Jean-Marie de Prémonville, Retour de Corée : récits de quatre correspondants de guerre français sur le front de Corée, R. Juillard, 1951, 275 p., Prix Albert-Londres 1951
- Henri de Turenne, François Ducher, Michel Deutsch, Les Alsaciens, ou, Les deux Mathilde, Jean-Claude Lattès, Paris, 1996  (ISBN 978-2709617130)
- Henri de Turenne, Robert Soulé, L'Algérie des chimères, Jean-Claude Lattès, Paris, 2000  (ISBN 978-2709621380)